# Campeonato Europeu de Futebol Sub-21 de 2002
O Campeonato Europeu de Futebol Sub-21 de 2002 foi a décima terceira edição do Campeonato Europeu de Futebol Sub-21.
A fase de qualificação durou de 2000 a 2002, e contou com 47 participantes. Destas, apenas oito equipas apuraram-se para as fases finais, na Suíça, que havia sido escolhida como anfitriã.
As 47 equipas nacionais foram divididas em nove grupos (um grupo de quatro, cinco grupos de cinco, três grupos de seis). Depois foi disputada uma fase de play-off, para a qual se apuraram-se directamente os vencedores de cada grupos, mais os sete melhores segundo classificados. O vencedor de cada um dos oito jogos apurou-se para a fase final do torneio.

## Fase de grupos

### Grupo A
| Selecção   | J | V | E | D | GM | GS | +/- | Pts |
| ---------- | - | - | - | - | -- | -- | --- | --- |
| Itália     | 3 | 1 | 2 | 0 | 3  | 2  | +1  | 5   |
| Suíça      | 3 | 1 | 1 | 1 | 3  | 2  | +1  | 4   |
| Portugal   | 3 | 1 | 1 | 1 | 4  | 4  | 0   | 4   |
| Inglaterra | 3 | 1 | 0 | 2 | 4  | 6  | -2  | 3   |

| 17 de Maio, 2002 | Inglaterra            | 2 - 1     | Suíça    | Estádio Hardturm, Zurique |
| 20:15            | Defoe 3' · Crouch 53' | Relatório | Frei 58' | Árbitro: Attila Hanacsek  |

| 17 de Maio, 2002 | Itália        | 1 - 1     | Portugal    | St. Jakob-Park, Basileia  |
| 20:30            | Bonazzoli 57' | Relatório | Postiga 48' | Árbitro: Bernhard Brugger |

| 20 de Maio, 2002 | Portugal | 0 - 2     | Suíça                         | Estádio Hardturm, Zurique   |
| 17:00            |          | Relatório | Cabanas 60' (g.p.) · Frei 73' | Árbitro: Tom Henning Øvrebø |

| 20 de Maio, 2002 | Itália            | 2 - 1     | Inglaterra | St. Jakob-Park, Basileia            |
| 20:30            | Maccarone 58' 84' | Relatório | Barry 64'  | Árbitro: Eduardo Iturralde González |

| 22 de Maio, 2002 | Suíça | 0 - 0     | Itália | St. Jakob-Park, Basileia |
| 20:30            |       | Relatório |        | Árbitro: Jacek Granat    |

| 22 de Maio, 2002 | Portugal                                           | 3 - 1     | Inglaterra | Estádio Hardturm, Zurique |
| 20:30            | Teixeira 7' · Makukula 20' (g.p.) · Hugo Viana 69' | Relatório | Smith 43'  | Árbitro: Erol Ersoy       |

### Grupo B
| Selecção | J | V | E | D | GM | GS | +/- | Pts |
| -------- | - | - | - | - | -- | -- | --- | --- |
| França   | 3 | 3 | 0 | 0 | 7  | 1  | +6  | 9   |
| Tchéquia | 3 | 1 | 1 | 1 | 2  | 3  | -1  | 4   |
| Bélgica  | 3 | 1 | 0 | 2 | 2  | 4  | -2  | 3   |
| Grécia   | 3 | 0 | 1 | 2 | 3  | 6  | -3  | 1   |

| 16 de Maio, 2002 | França                 | 2 - 0     | Tchéquia | Stade des Charmilles, Genebra |
| 19:00            | Govou 41' · Sorlin 45' | Relatório |          | Árbitro: Erol Ersoy           |

| 16 de Maio, 2002 | Grécia      | 1 - 2     | Bélgica                    | Stade Olympique de la Pontaise, Lausana |
| 20:00            | Gitas 90+2' | Relatório | Daerden 33' · Soetaers 83' | Árbitro: Jacek Granat                   |

| 19 de Maio, 2002 | Bélgica | 0 - 1     | Tchéquia    | Stade des Charmilles, Genebra |
| 16:00            |         | Relatório | Jiránek 19' | Árbitro: Felix Tangawarima    |

| 16 de Maio, 2002 | Grécia           | 1 - 3     | França                    | Stade Olympique de la Pontaise, Lausana |
| 16:30            | Patsatzoglou 84' | Relatório | Armand 37' · Frau 40' 61' | Árbitro: Franz-Xaver Wack               |

| 21 de Maio, 2002 | Tchéquia           | 1 - 1     | Grécia       | Stade Olympique de la Pontaise, Lausana |
| 20:30            | Grygera 36' (g.p.) | Relatório | Kyriazis 69' | Árbitro: Attila Hanacsek                |

| 21 de Maio, 2002 | Bélgica | 0 - 2     | França                            | Stade des Charmilles, Genebra |
| 20:30            |         | Relatório | Daerden ?' (p.b.) · Luyindula 86' | Árbitro: Bernhard Brugger     |

## Fases Finais
|  | Semifinal             | Semifinal |       |  | Final                 | Final |  |
|  |                       |           |       |  |                       |       |  |
|  | 25 de Maio — Basileia |           |       |  |                       |       |  |
|  | França                | 2         |       |  |                       |       |  |
|  | Suíça                 | 0         |       |  |                       |       |  |
|  |                       |           |       |  |                       |       |  |
|  |                       |           |       |  | 28 de Maio — Basileia |       |  |
|  |                       |           |       |  | França                | 0 (1) |  |
|  |                       | Tchéquia  | 0 (3) |  |                       |       |  |
|  |                       |           |       |  |                       |       |  |
|  |                       |           |       |  |                       |       |  |
|  |                       |           |       |  |                       |       |  |
|  | 25 de Maio — Zurique  |           |       |  |                       |       |  |
|  | Tchéquia              | 3         |       |  |                       |       |  |
|  | Itália                | 2         |       |  |                       |       |  |

### Semi-finais
| 25 de Maio de 2002 | França                      | 2 - 0     | Suíça | St. Jakob-Park, Basileia            |
| 18:30              | Malbranque 62' · Sorlin 70' | Relatório |       | Árbitro: Eduardo Iturralde González |

| 25 de Maio de 2002 | Tchéquia                       | 3 - 2     | Itália                              | Estádio Hardturm, Zurique |
| 20:30              | Rozehnal 1' · Pospíšil 83' 96' | Relatório | ]Pirlo 86' (g.p.) · Maccarone 90+4' | Árbitro: Franz-Xaver Wack |

### Final
| 28 de Maio de 2002 | França | 0 - 0 (1 - 3 g.p.) | Tchéquia | St. Jakob-Park, Basileia            |
| 20:30              |        | Relatório          |          | Árbitro: Tom Henning Øvrebø Noruega |

## Resultado
| Campeonato Europeu Sub-21 de 2002 Campeões |
| ------------------------------------------ |
| República Tcheca 1º Título                 |